# Slovak Open 2001
Lo Slovak Open 2001 è stato un torneo di tennis facente parte della categoria ATP Challenger Series nell'ambito dell'ATP Challenger Series 2001. Il torneo si è giocato a Bratislava in Slovacchia dal 5 all'11 novembre 2001 su campi in cemento indoor.

## Vincitori

### Singolare
Karol Kučera ha battuto in finale  Sargis Sargsian con il punteggio di 6–1, 7–5

### Doppio
Petr Luxa /  Radek Štěpánek hanno battuto in finale  František Čermák /  Ota Fukárek con il punteggio di 6–4, 6–3.